# 大瀬誠
豊満 亮（トヨミツ リョウ、1986年12月16日 - ）は、日本の男性俳優。
2021年4月から芸名を大瀬 誠（オオセ　マコト）から本名の豊満 亮に改名した。

## 来歴
鹿児島県国分市（現 霧島市）出身。
血液型AB型、身長178cm。

## 人物
- 特技はサッカー、エレクトーン、特殊メイク、空手である。
- 好きな食べ物はラーメン、カレー。

## 映画
- John and good bye（2008 キノシタヒロム監督）
- オセロ道（2008 沢口明宏監督）
- さよならこの世界（2008 寺澤祐介監督）
- 光道（2008 川又大治監督）
- 微毒（2008 東京藝術大学）
- 自転車泥棒（2009 飯田紗子監督）
- 派遣兄弟`09〜ヒートテックあにき（2009 佐藤誠矢監督）
- BALLAD 名もなき恋のうた（2009 山崎貴監督）
- カレイドスコープ（2010 野上洋樹監督）
- Monochrome（2010 松本了監督）
- 影を追う人（2010 映画美学校）
- 小さな願いのはじまり（2011 野上洋樹監督）
- どんずまり便器（2011 小栗はるひ監督）
- ノルウェイの森（2011 トラン・アン・ユン監督）
- HOLD UP（2012 斎藤弘明監督）
- シンプリシティ（2012 村松直監督）
- 波紋（2013 斎藤弘明監督）
- 紙一重（2013 渋谷悠監督）
- 方舟のブルース（2013 太田良監督）
- タコスな夜（2013 山本政志監督）
- リアル人狼ゲーム（2013 山田雅史監督）
- 視覚系（2013 中島悠監督）
- ある夜の独唱（2014 斎藤弘明監督）
- 羊は楽園を探す (2015 河合健監督)
- 人に非ず（2015 矢川健吾監督）
- コントロール・オブ・バイオレンス（2015 石原貴洋監督）
- 子犬が吠える（2016 小山悟監督）
- 靖子のペロリズム（2016 大城義弘監督）
- 空の味 (2016 塚田万里奈監督)
- ケイタネバーダイ (2017 中村友則監督)
- 穴を掘る (2017 矢川健吾監督)
- 革命手（2018 橋本一郎監督）
- そのままのきみと、そのままの僕 (2018 大和田健介監督)
- レッドカプセル (2018 石原貴洋監督)
- リビング、 (2018 十城義弘監督)
- ある町の高い煙突 (2019 松村克弥監督)
- MerryGoRound（2019 高山直美監督）
- ノットイコール（2019 十城義弘監督）
- 後ろ振り向い振り向いたら、もう居なかった（2019 十城義弘監督）
- KIRO（2020 鈴木宏侑監督）
- 全員切腹（2021 豊田利晃監督）
- 連鎖（2021 マキタカズオミ監督）
- ちょこちょこ（2021 鈴木宏侑監督）
- 謝肉祭まで（2021 イリエナナコ監督）
- アカネのソラ（2021 高岡尚司監督）
- 掟の門（2020 伊藤徳裕監督）
- 続・掟の門（2021 伊藤徳裕監督）
- 命の満ち欠け（2022 小関翔太監督）
- さすらいのボンボンキャンディ(2022 サトウトシキ監督）
- 伝道人（2022 十城義弘監督）
- ロストサマー（2023 麻美監督）
- それいけ！ゲートボールさくら組』（2023 野田孝則監督）
- テン・ストーリーズ（2023 岩﨑敢志監督）
- 風のゆくえ(2023 石井慎吾監督）
- キリエのうた(2023 岩井俊二監督)
- ほかげ(2023 塚本晋也監督)
- ナミビアの砂漠(2024 山中瑶子監督)
- empty(2024 中嶋駿介監督)
- ザ・ゲスイドウズ（2025 宇賀那健一監督）[2]
- ババンババンバンバンパイア(2025 浜崎慎治監督)

### 自主監督作品
- 翅〜はね〜
- 遠吠え

## テレビドラマ
- 孤独のグルメ Season4 第7話    （2014年8月20日、テレビ東京）  - 1人客 役

## 受賞歴
- どんずまり便器（大阪アジアン助成作品 / ゆうばり国際ファンタスティック映画祭オフシアターコンペティションノミネート）
- HOLD UP（第10回JCF映画祭　グランプリ / 早稲田映画祭　観客賞 / ひろしま映画展2012 ノミネート）
- シンプリシティ（第一回SAIRO映画バトル優勝受賞）
- 波紋（第11回JCF映画祭グランプリ / PLURAL＋2012DohaCenterForMediaFreedomAward受賞 / 第三回取手映画祭 リボンとりで賞)
- 人に非ず（第37回ぴあフィルムフェスティバル審査員 / 第27回東京国際映画祭日本スプラッシュ部門ノミネート / 第8回田辺・弁慶映画祭ノミネート / 第15回TAMA NEW WAVEノミネート / International Film Awards Berlin Honorable Mention Award）
- 遠吠え（札幌国際短編映画祭2015オフシアター部門 / 第三回取手映画祭 五藤監督賞)
- 羊は楽園を探す（うえだ城下町映画祭2015 / ゆうばり国際ファンタスティック映画祭2016フォアキャスト部門）
- そのままのきみと、そのままの僕 (第三回取手映画祭 中家健材賞)
- 空の味 (第10回田辺・弁慶映画祭グランプリ・市民賞・映検審査員賞・女優賞 / はままつ映画祭2016スタッフ賞 / 第14回うえだ城下町映画祭 柘植靖司賞 / 横濱インディペンデント・フィルム・フェスティバル2016観客賞 / 第11回福井映画祭審査員特別賞 / あいち国際女性映画祭2017フィルム・コンペティション)
- 穴を掘る (第五回瀬戸田映画祭 / ゆうばり国際ファンタスティック映画祭2018オフシアターコンペティション部門)
- ケイタネバーダイ (ゆうばり国際ファンタスティック映画祭2018フォービデンゾーン部門/カナザワ映画祭2018)
- レッドカプセル (第1回ゆうばり叛逆映画祭 / ハンブルク映画祭2018)
- 後ろ振り向いたら、もう居なかった（48時間映画祭 監督賞 助演女優賞）
- ノットイコール（福井映画祭13TH/第21回TAMA NEW WAVある視点部門/ええじゃないか とよはし映画祭2021）
- KIRO（第3回小布施短編映画祭）
- 連鎖（第一回YOUTUBEホラー映画祭グランプリノミネート）
- ちょこちょこ（神戸インディペンデント映画祭2021）
- アカネのソラ（ハンブルク映画祭2022）
- 命の満ち欠け（SKIPシティ国際Dシネマ映画祭2022)
- 謝肉祭まで (MOOSIC LAB JOINT 2021-2022/Los Angeles Int'l Underground Film Festival OFFICIAL SELECTION 2002/神戸インディペンデント映画祭2022)
- 伝道人(福井映画祭15TH)
- ほかげ（第80回ヴェネチア国際映画祭オリゾンティ部門NETPAC賞 第36回東京国際映画祭ガラ・セレクション正式出品）
- ナミビアの砂漠(第77回カンヌ国際映画祭国際映画批評家連盟賞受賞）
- empty(レインダンス映画祭2024ノミネート）
- ザ・ゲスイドウズ(第49回トロント国際映画祭ミッドナイト・マッドネス部門入選 第57回シッチェス・カタロニア国際映画祭NEW VISIONS部門入選 第53回モントリオール・ヌーヴォー・シネマ映画祭観客賞 サウス・バイ・サウスウエスト シドニー2024入選 第38回リーズ国際映画祭入選 第24回高雄映画祭Director in Focusにて特集上映 第21回香港アジアン映画祭入選 第25回東京フィルメックス特別招待作品 第19回ジョグジャカルタアジア映画祭入選 第15回サスカトゥーンファンタスティック映画祭入選 第1回ロンドン国際ファンタスティック映画祭最優秀長編映画賞）

## ドラマ
- ダブルフェイス（TBS）2012
- 名探偵コナン10周年記念スペシャル（NTV）2013
- なぞの転校生（TX）2014
- 孤独のグルメ Season4 第7話 （2014年8月20日、テレビ東京）  - 1人客 役 2014
- 西郷どん 第二話（NHK）2018
- 『THE TRUTH』(2023 TX)
- 日本映画専門チャンネル『路上のルカ』(2024 岩井俊二監督)
- Netflix『トークサバイバー！ラスト・オブ・ラフ』(2024)
- Prime Video『龍が如く～Beyond the Game～』(2024)
- CX『オクラ～迷宮入り事件捜査～』(2024)

## CM
- 中小企業庁「人材対策基金」
- Nikon

## Music Video
- ASKA／僕の来た道（『SCRAMBLE』収録）2018
- 森七菜/あなたに会えてよかった（岩井俊二監督）2020
- グソクムズ 「君の隣」(2024 中嶋駿介監督）
- Crossfaith「My Own Salvation」(2024)

## WEB
- 日清ヌードルonヌードル